# Bryan Bergougnoux
Bryan Bergougnoux, född 12 januari 1983, i Lyon, är en fransk fotbollsspelare som sedan 2012 spelar för Tours FC.